# Chiesa di San Martino Vescovo (San Martino, Colle Umberto)
La chiesa di San Martino è l'edificio sacro più importante di San Martino, frazione di Colle Umberto, in provincia di Treviso e diocesi di Vittorio Veneto; fa parte della forania Pedemontana.

## Storia
La prima struttura della chiesa di San Martino fu concepita nel XV secolo e completata nella prima metà del XVI, nello stesso periodo il pittore Francesco da Milano, conosciuto per il ciclo pittorico della vicina Castello Roganzuolo, prestò la sua mano per alcuni affreschi.
Nel 1548, fu consacrata dall'allora vescovo di Ceneda Michele Dalla Torre.
Nel XIX secolo l'edificio subì radicali ristrutturazioni e ampliamenti, che gli diedero l'attuale aspetto

## Descrizione

### Esterni
La chiesa di San Martino ha una facciata a capanna intonacata di rosa, da cui sporge un portico rinascimentale a cinque arcate a tutto sesto (sostenute da colonnine doriche) frontali e un'arcata per lato; l'arcata centrale, a cui corrisponde il portale d'ingresso, anch'esso a tutto sesto, ha in chiave di volta lo stemma del vescovo Dalla Torre.
Al centro della facciata, terminata in alto da timpano con oculo inscritto, è presente un mosaico circolare, riportante la data del 1985 e la firma A. G. Lorenzon, rappresentante San Martino (nell'atto di strapparsi il mantello con la spada per donarlo al povero).
A sinistra della chiesa, separato dalla strada, sorge il campanile, con cella campanaria aperta da monofore a tutto sesto.

### Interni

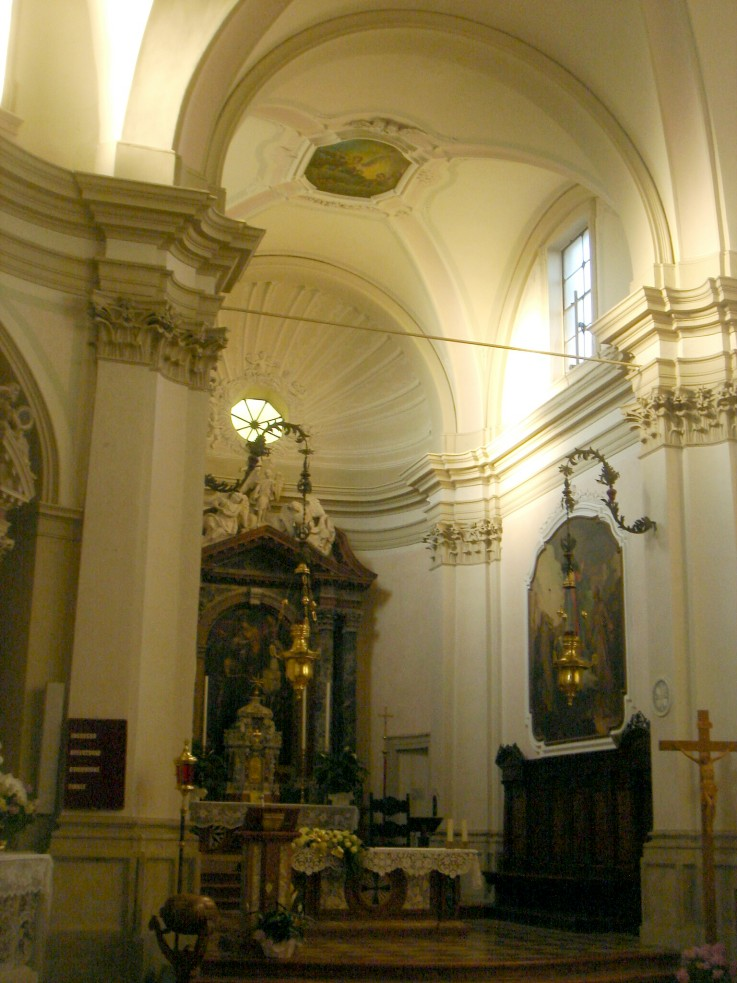
L'altar maggiore

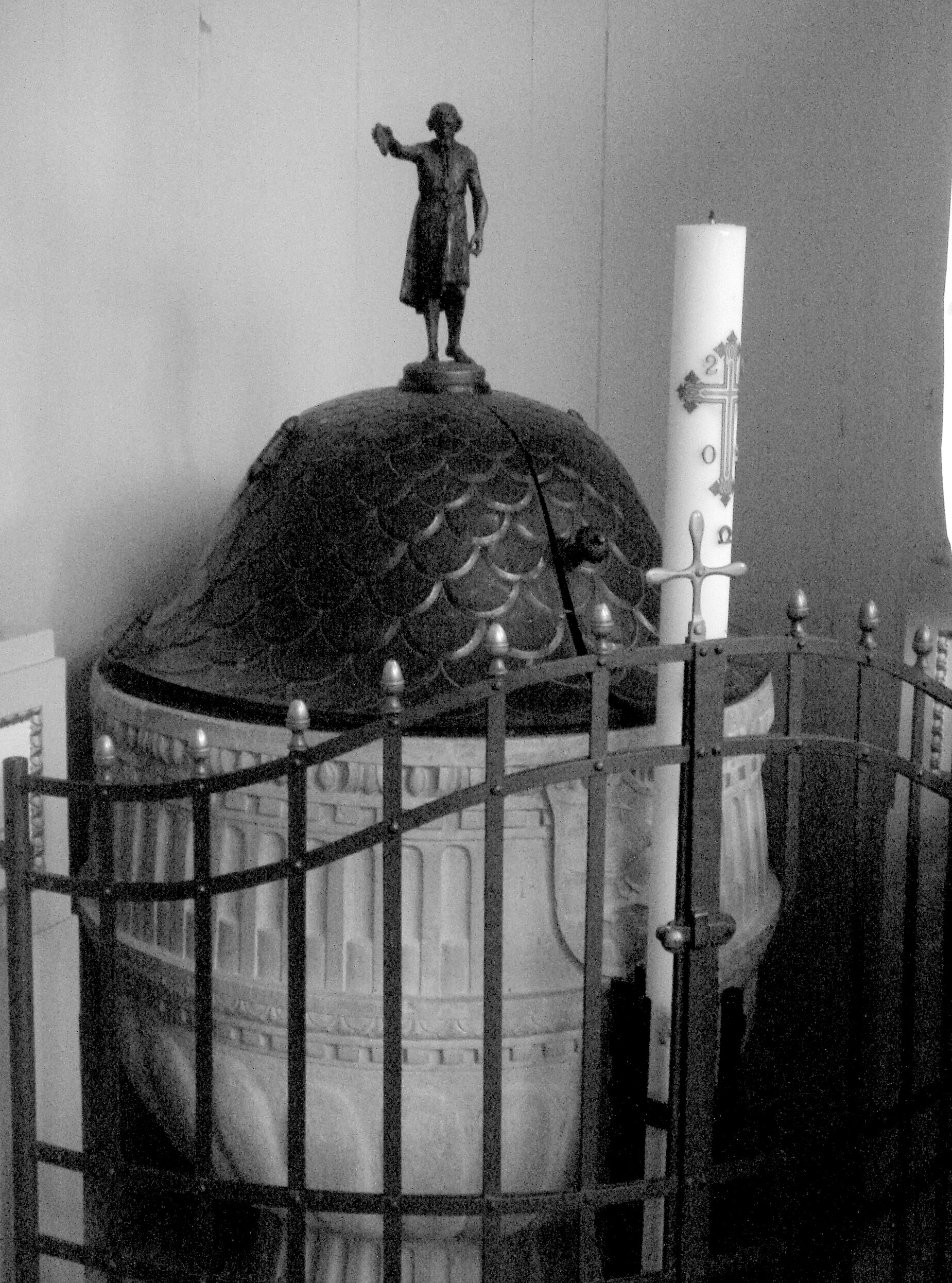
Il fonte battesimale

Dentro la chiesa è ad una navata. A sinistra dell'ingresso, nella classica collocazione, si trova il fonte battesimale, datato 1540: si tratta di una vasca lapidea sulla sommità della cui copertura metallica campeggia una statuetta con la figura di Giovanni Battista; sulla superficie del fonte battesimale è scolpito lo stemma della famiglia nobile locale dei De Gazzuolis (o Gazzuoli, che danno nome a uno dei borghi di San Martino).
Ai lati dell'altare maggiore vi sono due altari minori, posti obliquamente: quello di sinistra contiene una statua della Vergine, quello di destra una pittura raffigurante Sacra famiglia.
Sopra l'altar maggiore, opera marmorea di Battista de Zorzi Veronese, è posta una tavola di Gaspare Fiorentini datata 1678 e rappresentante San Martino che dona il mantello tra Sant'Antonio da Padova e San Floriano.
Importanti sono poi le opere a fresco.

#### Affreschi

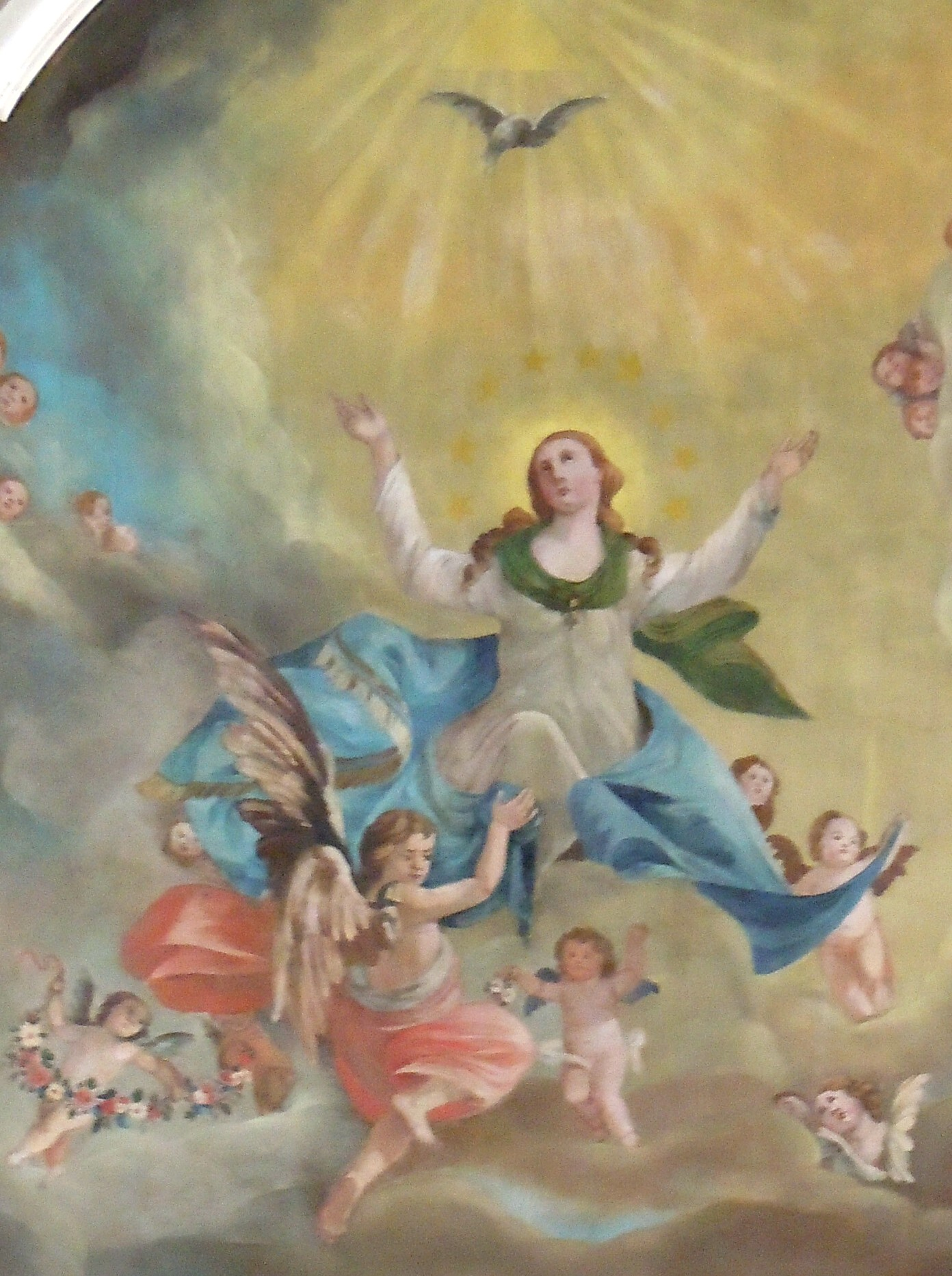
Particolare dell'affresco del soffitto della navata

Rispettivamente sulla controfacciata e sulla parete sinistra si conservano le ritrovate pitture di Francesco da Milano, di cui restano Flagellazione e Cristo davanti a Pilato.
L'affresco maggiore è Assunzione della Vergine tra schiere di angeli, preceduta dallo Spirito Santo in forma di colomba, e gloria di San Martino fra i patroni San Giovanni Battista, Sant'Antonio da Padova, San Floriano e San Giuseppe: esso, la cui qualità originaria è gravemente compromessa da un restauro novecentesco, occupa vasta parte del soffitto della navata.
Infine sul soffitto del coro si trova l'affresco Angeli reggenti mitria e pastorale, attribuito all'architetto e pittore locale ottocentesco Sebastiano De Boni, che nella sede comunale Colle Umberto ha progettato chiesa e campanile.